# Massacro della Strada costiera
Il massacro della Strada costiera del 1978 fu un assalto e un dirottamento di un autobus turistico, che percorreva la strada costiera 2, da parte di un commando armato di fedayyin palestinesi. L'azione si concluse con un violento scontro a fuoco in cui 35 o 38 civili israeliani (tra cui 13 bambini) rimasero uccisi e 71 feriti. L'attacco era stato progettato da Abu Jihad e affidato al gruppo palestinese di al-Fatḥ dell'OLP.
Israele dichiarò che gli incursori intendevano dirottare la corriera verso Tel Aviv, impadronirsi di un albergo di lusso e prendere in ostaggio turisti e ambasciatori di Stati stranieri per scambiarli con prigionieri palestinesi detenuti da Israele.
L'esecuzione dell'azione mirava a mettere in crisi i colloqui di pace avviati dal primo ministro israeliano Menachem Begin e il presidente egiziano Anwar al-Sadat.
La rivista americana Time rivelò che l'intento degli aggressori era quello di "uccidere quanti più israeliani possibile". L'organizzazione al-Fatḥ chiamò l'azione "Operazione martire Kamāl ʿAdwān", dal nome del responsabile delle operazioni militari dell'OLP ucciso in un raid israeliano del 1973.

## Dirottamento e scontro a fuoco

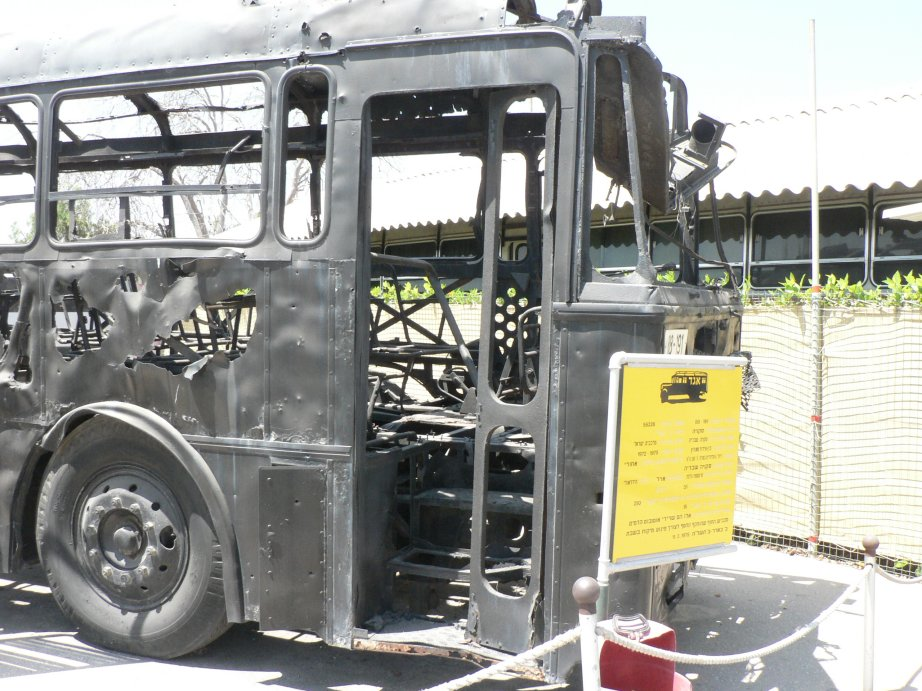
Particolare dei resti dell'autobus

La mattina dell'11 marzo 1978, Dalāl al-Maghribī e la sua unità di fedayyin palestinesi di 11 componenti (inclusa un'altra donna) presero terra su un battello pneumatico Zodiac su una spiaggia presso Ma'agan Michael a nord di Tel Aviv, dopo essere partiti dal Libano. Uccisero Gail Ruban (alcune fonti riportano il cognome Rubin), una fotografa statunitense che stava scattando fotografie naturalistiche nei pressi, e riuscirono a dirottare una corriera piena di autisti della compagnia Egged Bus Cooperative e delle loro famiglie in gita che percorreva la strada costiera 2.
Mentre guidava, Dalāl al-Maghribī e la sua unità aprirono il fuoco e lanciarono granate sulle autovetture in transito, e spararono ai passeggeri, gettando almeno uno di loro fuori dalla corriera. Successivamente requisirono un altro autobus e obbligarono i passeggeri del primo veicolo a passare nel secondo. L'autobus fu infine fermato da un posto di blocco della polizia nei pressi di Herzliya; gli israeliani non ebbero il tempo di chiamare per l'intervento le truppe speciali anti-terrorismo. Una lunga sparatoria ebbe luogo fra i combattenti del Fatḥ e la polizia israeliana. I guerriglieri presero a sparare sui passeggeri che tentavano di fuggire. La rivista Time espresse l'opinione che "il comandante della polizia del posto di blocco impartì l'ordine generalizzato ai suoi poliziotti in preda al terrore di aprire il fuoco a volontà sui guerriglieri e la loro sparatoria all'impazzata, quando il bus fu finalmente bloccato, provocò probabilmente più morti tra gli ostaggi di quanti non ne avesse fatti lo stesso commando del Fath. Ancor più, la sparatoria potrebbe aver indotto i membri del commando a suicidarsi e a provocare al contempo la morte assieme a loro del maggior numero di passeggeri-ostaggi possibile.
Vi fu un'esplosione, causata dalla deflagrazione di un serbatoio di carburante e da una granata presente sull'autobus in fiamme. Trentacinque civili (38 secondo altre fonti) furono uccisi nell'attacco, tredici dei quali erano bambini, e settantuno civili furono feriti.
Non c'è alcuna certezza circa la sorte di tutti gli aggressori palestinesi (e loro affiliati). Ricerche approfondite furono avviate nell'area di Gush Dan per scovare altri possibili guerriglieri, ma senza che vi fosse alcun ritrovamento. Alcune fonti affermano però che 2 palestinesi furono comunque arrestati.

### Versione palestinese
La versione palestinese dell'operazione è alquanto differente. Secondo essa i fatti avrebbero avuto lo sviluppo sottoelencato.
- La mattina dell'11 marzo, Dalāl insieme alla sua squadra si imbarcò su due gommoni per arrivare in una zona disabitata della costa israeliana. Lo sbarco avvenne con successo.
- Dalāl e la sua squadra riuscirono ad arrivare alla strada costiera 2 che portava a Tel Aviv.
- Il gruppo riuscì a sequestrare un autobus israeliano che trasportava soldati che tornavano a Tel Aviv.
- Il gruppo sparò su tutte le macchine che passavano vicino all'autobus. La strada era usata prevalentemente da veicoli militari per il trasporto dei soldati tra le colonie periferiche e la capitale.
- Dopo due ore dallo sbarco sulla spiaggia, a causa del gran numero di vittime e dell'avvicinamento del gruppo alla capitale, il governo israeliano comandò a un gruppo speciale della guardia di frontiera israeliana, Yamam, guidato da Barak, il compito di bloccare l'autobus e di eliminare i guerriglieri.
- L'unità guidata da Barak, dotata di carri armati ed elicotteri, riuscì a fermare l'autobus vicino alla colonia di Herzliya.
- Scoppiò un combattimento tra i guerriglieri palestinesi e le forze israeliane.
- Dalāl fece esplodere l'autobus uccidendo tutti gli ostaggi.
- Quando finirono le munizioni, i guerriglieri furono tutti uccisi. L'unico guerrigliero sopravvissuto fu Ḥusayn Fayyāḍ (in arabo حسين فياض‎?) che fu arrestato dopo l'operazione e condannato all'ergastolo. Ḥusayn Fayyāḍ è stato poi liberato nel quadro di un accordo per lo scambio di prigionieri tra Hezbollah e Israele nel mese di luglio 2008. Sempre secondo la versione dei palestinese, il racconto di quest'ultimo terrorista sopravvissuto avrebbe consentito di ricostruire in dettaglio quello che era accaduto nella operazione militare sopra descritta.

## Conseguenze

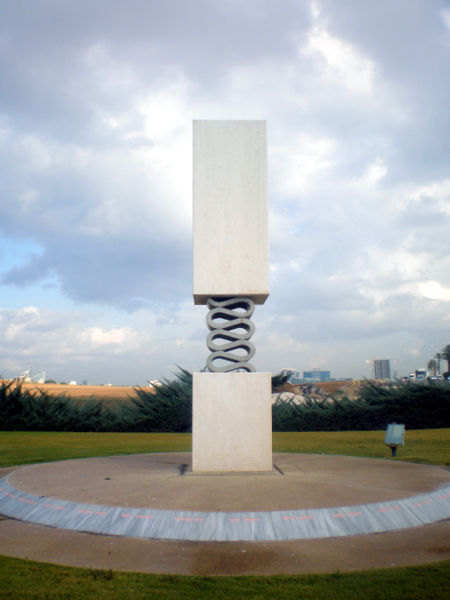
Monumento commemorativo presso il Glilot Interchange della strada costiera 2

Dopo quest'episodio, Israele decise di attuare l'operazione Litani, cioè l'invasione e l'occupazione del Libano, al fine di creare una "fascia di sicurezza" che separasse Israele dalle basi dell'OLP situate in Libano.
Il ruolo svolto dalle forze di sicurezza israeliane coinvolte nell'incidente, incluso lo scontro a fuoco conclusivo al posto di blocco che riuscì ad arrestare la corsa della corriera, sollevò parecchie perplessità e critiche in Israele. Le forze di sicurezza furono biasimate circa quanto avvenuto per non aver saputo impedire agli aggressori di prendere indisturbati terra alla piena luce diurna, muovendosi poi senza problemi e di aver sequestrato un taxi e due autobus. Critiche furono espresse anche per il fatto che non si fosse bloccato immediatamente il traffico autostradale non appena giunta notizia del sequestro del primo autoveicolo.
L'azione riscosse consenso all'interno della popolazione palestinese e venne definita un atto di legittima resistenza ad una "occupazione" israeliana. Media palestinesi hanno esaltato Dalāl al-Maghribī come un'eroina, additandola come un modello da seguire. Una scuola femminile di Hebron s'è per breve tempo intitolata "Dalāl al-Maghribī" ma il nome fu poi cambiato dopo che era emerso il fatto che a fondare la scuola era stato l'USAID. Il nome della guerrigliera fu anche dato a un campo estivo e a corsi per poliziotti e militari.

## Vittime dell'attentato
Tra parentesi l'età
- Revital (Tali) Aharonovitch[15] (14 anni)
- Naomi Elichai (18)
- Erez Alfred (5)
- Yitzhak Alfred (44)
- Galit Ankwa (2)
- Yitzhak (Yitzik) Ankwa (10)
- Haviv Ankwa (38)
- Mathilda (Mathy) Askenazy-Daniel (68)
- Yehuda Basterman (32)
- Rina Bushkenitch (34)
- Dov Bushkenitch (36)
- Liat Gal-On (6)
- Shimon Glotman (43)
- Amnon Drori (43)
- Naama Hadani (5)
- Ilan Hohman (3)
- Roi Hohman (6)
- Rebecca Hohman (28)
- Mordechai (Moti) Zit (9)
- Josef Kheloani (66)
- Malka Leibovitch-Wiess (58)
- Tzyona Lozia-Cohen (32)
- Abraham Lozia (37)
- Otari Mansurov (37)
- Yoav (Yoavi) Meshkel (6)
- Tuvia Rosner (53)
- Gail Rubin (40)
- Meir Segal (73)
- Katy (Rina) Sosensky (49)
- Joseph Sosensky (56)
- Zvi (Zvika) Eshet (46)
- Omry Tel-Oren (14)

## Autori dell'attentato
- Dalāl Saʿīd al-Magribī (soprannome: Jihād), nata a Beirut nel 1958. Capo politico del gruppo. Morì colpita sopra l'occhio sinistro.
- Maḥmūd ʿAlī Abū Munīf (Abū Hazzāh) nato a Nablus nel 1960. Leader del gruppo.
- Ḥusayn Fayyāḍ (Abū Jurayha), nato a Gaza (Khan Yunis) nel 1960. Gli fu affidato il comando del gruppo dopo il ferimento di Abū Hazzāh. Fayyāḍ fu arrestato dopo l'operazione e condannato all'ergastolo.
- Abū al-Ramz, di 18 anni.
- Khālid Muḥammad Ibrāhīm (Abū Ṣalāḥ), nato in Kuwait. Di 18 anni, fu ferito alla mano. Arrestato dopo l'operazione fu condannato all'ergastolo.
- Ḥusayn Murād (Osāma), nato nel 1961 a Manṣūra. Aveva 15 anni ed era di origine libanese. Era il più giovane del gruppo.
- Muḥammad Ḥusayn al-Shammārī (Abū Ḥasan) nato a Shammar (Yemen) nel 1958. Aveva 18 anni.
- Khālid ʿAbd al-Fattāḥ Yūsuf (ʿAbd al-Salām), nato a Tulkarem nel 1957.
- Yaḥyā Muḥammad Saqqāf (Abū Jalāl), nato a Tripoli nel 1959, aveva 18 anni ed era il vice comandante del gruppo. Ferito al braccio durante l'operazione. La Croce Rossa afferma che è stato detenuto nelle prigioni militari[senza fonte], ma Israele ha sempre negato la sua esistenza.
- ʿAbd al-Raʾūf ʿAbd al-Salām ʿAlī (Abū Aḥmad) nato a Sanʿāʾ (Yemen) nel 1956.
- Muḥammad al-Maḥmūd ʿAbd al-Raḥīm Musama, un fakhr al-Nahhal nato il 1959 a Tulkarm.
- ʿĀmir Aḥmad Amīriyya (Tāriq ibn Ziyād) nato a Tripoli di Libano il 1953.
- Muḥammad Rajī al-Asharan) (Wāʾil) nato a Sidone (Libano), 1957.